# François Dieussart

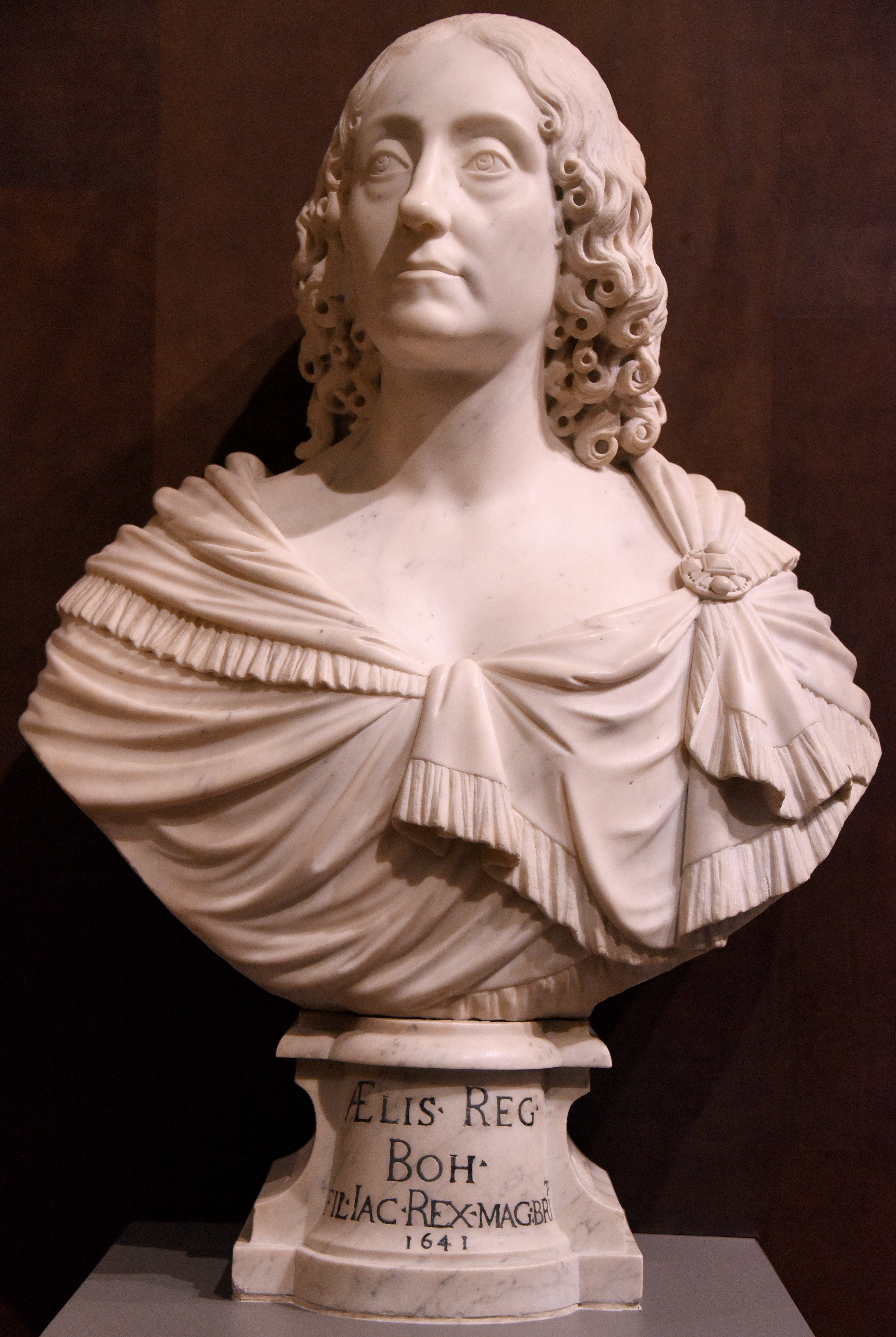
Busto di Elisabetta, regina di Boemia. Marmo, circa 1641 CE. di Francois Dieussart. Repubblica delle Sette Province Unite. Al Victoria and Albert Museum, Londra

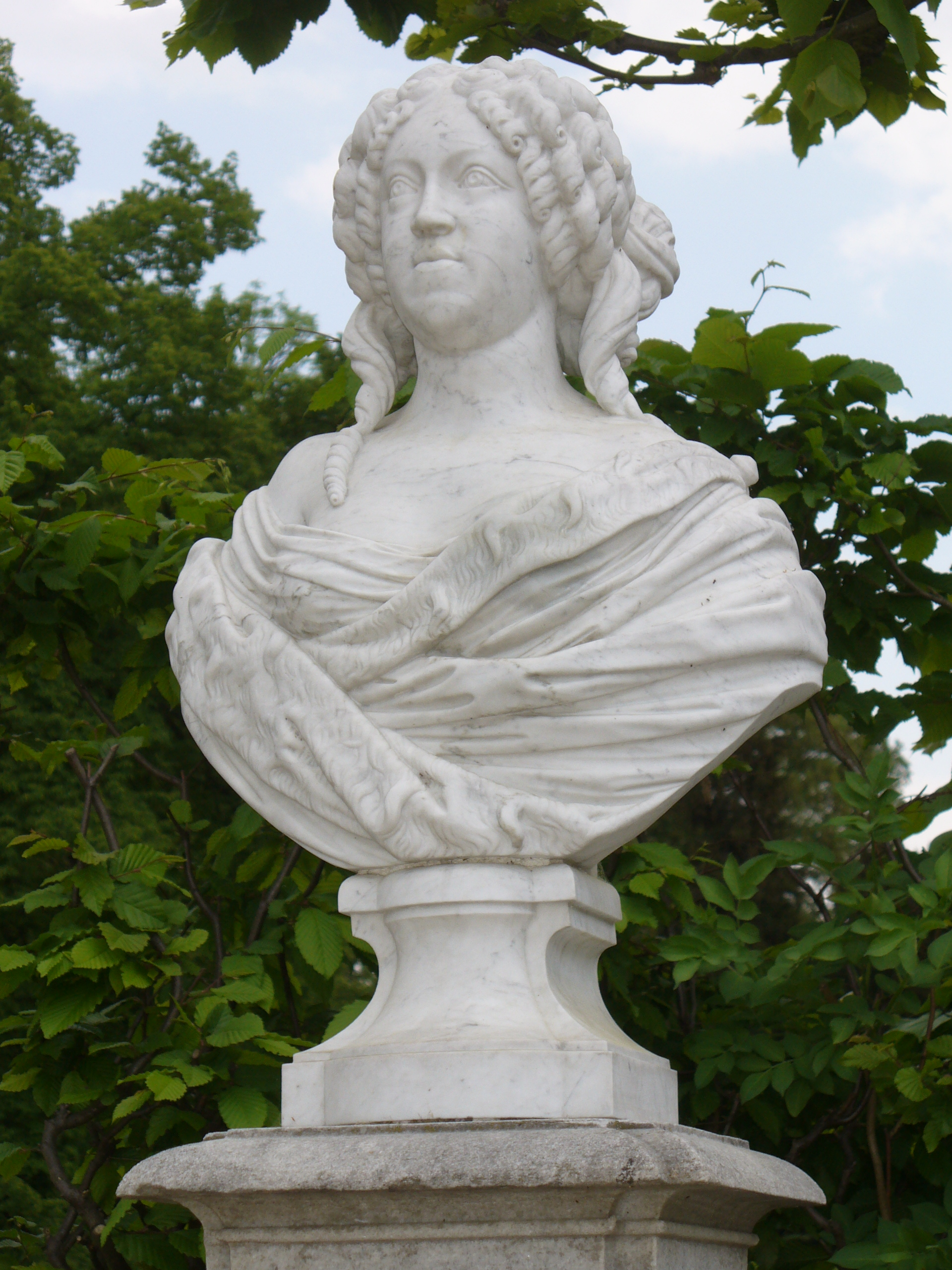
Busto di Maria Enrichetta Stuart al Palazzo di Sanssouci.

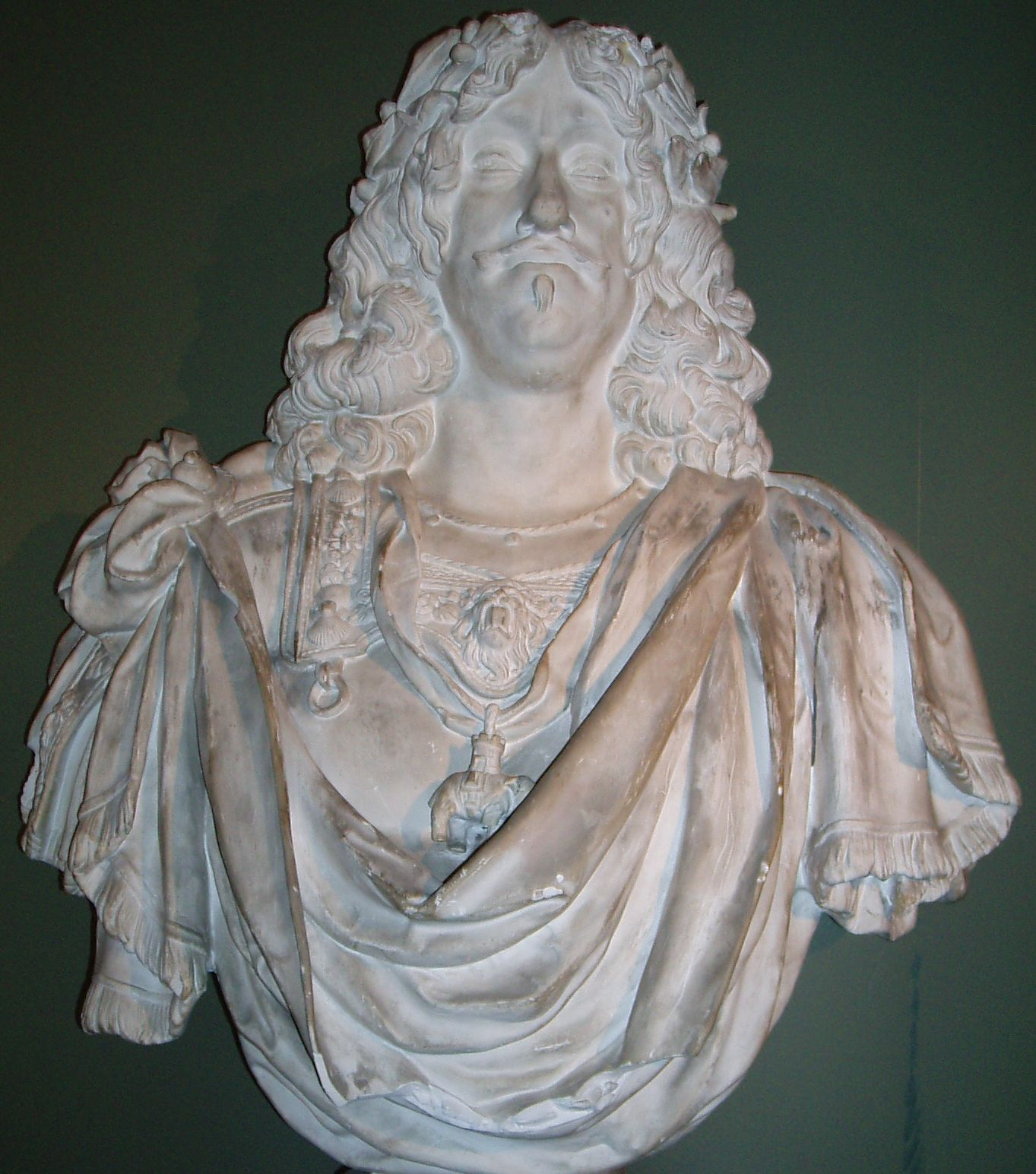
Dieussart, busto di Federico III di Danimarca.

François Dieussart noto anche come Frans Dieussart (Armentières, 1600 circa – Londra, 1661) è stato uno scultore fiammingo molto attivo in Inghilterra dove lavorò per la nobiltà inglese e per i regnanti del nord Europa, realizzando busti nello stile italiano.

## Biografia
Dieussart fu probabilmente uno scultore attivo appena arrivò a Roma poco più che ventenne. Appare in una fonte del 1622 presso l'organizzazione caritativa gestita presso la Chiesa di San Giuliano dei Fiamminghi e ne divenne il direttore nel 1630. Fu invitato in Inghilterra dal conte di Arundel nel 1636, e si fece una reputazione con la costruzione di un magnifico ostensorio meccanico alto 12 metri per la cappella della Regina Enrichetta Maria a Somerset House.
Il suo busto di Carlo I d'Inghilterra, probabilmente commissionato da Arundel, si trova al Castello di Arundel, Un altro busto di Carlo I al Castello di Windsor, probabilmente di Thomas Adye o Francis Bird (c. 1737-44) è stato pensato speculativamente per basarsi su un busto ormai perduto di Dieussart.
Dieussart è menzionato in un poema di Cornelis de Bie, nel suo libro Het Gulden Cabinet, come scultore di corte degli Stuart in Inghilterra. Un breve abbozzo biografico di Dieussart venne pubblicato nel dizionario della prima arte Teutsche Academie di Joachim von Sandrart.
Secondo RKD imparò il suo commercio a Roma da François Duquesnoy.